# Diiodotyrosine
Diiodotyrosine (DIT) là tiền chất trong việc sản xuất hormone tuyến giáp và là kết quả của quá trình iod hóa monoiodotyrosine ở vị trí meta khác trên vòng phenol.

## Chức năng
DIT là một bộ điều biến của enzyme peroxidase của tuyến giáp (có liên quan đến việc sản xuất hormone tuyến giáp).
Triiodothyronine được hình thành, khi diiodotyrosine được kết hợp với monoiodotyrosine (trong chất keo của nang tuyến giáp).
Hai phân tử DIT kết hợp với nhau để tạo ra hormone tuyến giáp thyroxine ('T4' và 'T3').